# Vetlanda
Vetlanda – miejscowość (tätort) w Szwecji, w regionie administracyjnym (län) Jönköping. Siedziba władz (centralort) gminy Vetlanda. W latach 1920–1970 Vetlanda miała status miasta.
Miejscowość położona jest w środkowej części prowincji historycznej (landskap) Smalandia, około 80 km na południowy wschód od Jönköping przy drodze krajowej nr 31/47.
W 2010 Vetlanda liczyła 13 050 mieszkańców.

## Sport
W Vetlandzie ma swoją siedzibę klub żużlowy VMS Elit Vetlanda.

## Osoby związane z Vetlandą
- Johan Franzén, hokeista, reprezentant Szwecji
- Lena Philipsson, piosenkarka
- Thomas Jonasson, żużlowiec
- Mattias Tedenby, hokeista, reprezentant Szwecji
- Erik Karlsson, hokeista, reprezentant Szwecji